# Edgar Otto Conrad von Gierke
Edgar Otto Conrad von Gierke (ur. 9 lutego 1877 we Wrocławiu, zm. 21 października 1945 w Karlsruhe) – niemiecki lekarz patolog. Syn znanego prawnika Ottona von Gierkego, brat pedagog Anny von Gierke.
Studiował w Heidelbergu, Wrocławiu i Berlinie. Autor 68 artykułów i kilku książek z zakresu medycyny. Odkrywca jednej z chorób spichrzeniowych glikogenu – glikogenozy typu Ia, nazwanej na jego cześć chorobą von Gierkego.

## Prace
- Edgar von Gierke: Taschenbuch der pathologischen Anatomie. Thieme, Leipzig 1911.
- Edgar von Gierke: Grundriss der Sektionstechnik. Speyer & Kaerner, Freiburg 1912.
- Edgar von Gierke: Hepato-nephromegalia glycogenica. [w:] Beiträge zur pathologischen Anatomie und zur allgemeinen Pathologie. Jena, 1929, 82: 497–513.